# Comuna Kurîlivți, Jmerînka
Kurîlivți (în ucraineană Курилівці) este o comună în raionul Jmerînka, regiunea Vinnița, Ucraina, formată din satele Kurîlivți (reședința) și Noua Suliță.

## Demografie
Componența lingvistică a satului Kurîlivți
     Ucraineană (99,48%)
     Alte limbi (0,52%)
Conform recensământului din 2001, majoritatea populației satului Kurîlivți era vorbitoare de ucraineană (99,48%), existând în minoritate și vorbitori de alte limbi.